# Eyragues
Eyragues è un comune francese di 4 354 abitanti situato nel dipartimento delle Bocche del Rodano della regione della Provenza-Alpi-Costa Azzurra.

## Storia

### Simboli
Lo stemma è stato adottato nel 1789 e si blasona:

## Società

### Evoluzione demografica
Abitanti censiti